# Campionati norvegesi di sci alpino 1996
I Campionati norvegesi di sci alpino 1996 si svolsero a Narvik dal 15 al 19 marzo. Il programma incluse gare di discesa libera, supergigante, slalom gigante, slalom speciale e combinata, sia maschili sia femminili.
Trattandosi di competizioni valide anche ai fini del punteggio FIS, poterono partecipare anche sciatori di altre federazioni, senza che questo consentisse loro di concorrere al titolo nazionale norvegese.

## Risultati

### Uomini

#### Discesa libera
| Pos. | Atleta                 | Nazione  | Tempo   |
| ---- | ---------------------- | -------- | ------- |
| 1    | Atle Skårdal           | Norvegia | 1:50,22 |
| 2    | Kenneth Sivertsen      | Norvegia | 1:50,34 |
| 3    | Lasse Paulsen          | Norvegia | 1:51,81 |
| 4    | Patrik Järbyn          | Svezia   | 1:51,90 |
| 5    | Håvard Veslehaug       | Norvegia | 1:52,14 |
| 6    | Eivind Kvaale          | Norvegia | 1:52,31 |
| 7    | Lasse Arnesen          | Norvegia | 1:52,70 |
| 8    | Stein Soknes           | Norvegia | 1:53,31 |
| 9    | Asle Reinholdt Gaarder | Norvegia | 1:53,52 |
| 10   | Joakim Schicht         | Norvegia | 1:53,74 |

Data: 15 marzo

#### Supergigante
| Pos. | Atleta                         | Nazione  | Tempo   |
| ---- | ------------------------------ | -------- | ------- |
| 1    | Lasse Kjus                     | Norvegia | 1:29,26 |
| 2    | Kenneth Sivertsen              | Norvegia | 1:29,94 |
| 3    | Patrik Järbyn                  | Norvegia | 1:29,99 |
| 4    | Lasse Paulsen                  | Norvegia | 1:30,68 |
| 5    | Harald Christian Strand Nilsen | Norvegia | 1:31,02 |
| 6    | Torbjørn Søgaard               | Norvegia | 1:31,38 |
| 7    | Håvard Veslehaug               | Norvegia | 1:31,39 |
| 8    | Lasse Arnesen                  | Norvegia | 1:31,53 |
| 9    | Stein Soknes                   | Norvegia | 1:31,67 |
| 10   | Kai Are Fossland               | Norvegia | 1:31,71 |

Data: 17 marzo

#### Slalom gigante
| Pos. | Atleta                         | Nazione  | Tempo   |
| ---- | ------------------------------ | -------- | ------- |
| 1    | Tom Stiansen                   | Norvegia | 1:52,16 |
| 2    | Lasse Kjus                     | Norvegia | 1:52,66 |
| 3    | Rune André Østby               | Norvegia | 1:54,00 |
| 4    | Patrik Järbyn                  | Svezia   | 1:54,35 |
| 5    | Are Torpe                      | Norvegia | 1:54,46 |
| 6    | Kenneth Sivertsen              | Norvegia | 1:54.53 |
| 7    | Harald Christian Strand Nilsen | Norvegia | 1:55,12 |
| 8    | Finn Christian Jagge           | Norvegia | 1:55,35 |
| 9    | Magnus Oja                     | Svezia   | 1:56,11 |
| 9    | Lasse Paulsen                  | Norvegia | 1:56,11 |

Data: 18 marzo

#### Slalom speciale
| Pos. | Atleta                         | Nazione  | Tempo   |
| ---- | ------------------------------ | -------- | ------- |
| 1    | Finn Christian Jagge           | Norvegia | 1:21,99 |
| 2    | Ole Kristian Furuseth          | Norvegia | 1:22,21 |
| 3    | Tom Stiansen                   | Norvegia | 1:22,33 |
| 4    | Andreas Ericsson               | Svezia   | 1:23,67 |
| 5    | Harald Christian Strand Nilsen | Norvegia | 1:24,58 |
| 6    | Are Torpe                      | Norvegia | 1:25,15 |
| 7    | Arnt Georg Kolle               | Norvegia | 1:25,24 |
| 8    | Eivind Kvaale                  | Norvegia | 1:25,66 |
| 9    | Rune André Østby               | Norvegia | 1:26,04 |
| 10   | Ronny Jevard                   | Norvegia | 1:26,48 |

Data: 19 marzo

#### Combinata
| Pos. | Atleta            | Nazione  |
| ---- | ----------------- | -------- |
| 1    | Kenneth Sivertsen | Norvegia |
| 2    | Eivind Kvaale     | Norvegia |
| 3    | Håvard Veslehaug  | Norvegia |

### Donne

#### Discesa libera
| Pos. | Atleta               | Nazione  | Tempo   |
| ---- | -------------------- | -------- | ------- |
| 1    | Grete Strøm          | Norvegia | 1:22,84 |
| 2    | Merete Fjeldavlie    | Norvegia | 1:23,05 |
| 3    | Andrine Flemmen      | Norvegia | 1:23,54 |
| 4    | Kristine Kristiansen | Norvegia | 1:24,55 |
| 5    | Hedda Bertnsen       | Norvegia | 1:25,95 |
| 6    | Yvonne Lunde         | Norvegia | 1:26,54 |
| 7    | Tonje Norheim        | Norvegia | 1:26,55 |
| 8    | Lena Kralicek        | Norvegia | 1:26,67 |
| 9    | Sigrid Ullesvang     | Norvegia | 1:27,21 |
| 10   | Bente Giljarhus      | Norvegia | 1:28,61 |

Data: 15 marzo

#### Supergigante
| Pos. | Atleta                   | Nazione  | Tempo   |
| ---- | ------------------------ | -------- | ------- |
| 1    | Karin Köllerer           | Austria  | 1:24,11 |
| 2    | Andrine Flemmen          | Norvegia | 1:24,71 |
| 3    | Cecilie Sylvester Jensen | Norvegia | 1:25,50 |
| 4    | Marianne Kjørstad        | Norvegia | 1:25,95 |
| 5    | Kristine Kristiansen     | Norvegia | 1:26,27 |
| 6    | Hedda Berntsen           | Norvegia | 1:27,18 |
| 7    | Sigrid Ullensvang        | Norvegia | 1:28,29 |
| 8    | Randi Dahl               | Norvegia | 1:29,36 |
| 9    | Kathrine Bø              | Norvegia | 1:30,74 |
| 10   | Lene Bolme               | Norvegia | 1:32,33 |

Data: 17 marzo

#### Slalom gigante
| Pos. | Atleta                   | Nazione  | Tempo   |
| ---- | ------------------------ | -------- | ------- |
| 1    | Karin Köllerer           | Austria  | 1:54,46 |
| 2    | Andrine Flemmen          | Norvegia | 1:54,95 |
| 3    | Marianne Winge           | Norvegia | 1:56,51 |
| 4    | Merete Fjeldavlie        | Norvegia | 1:56,95 |
| 5    | Marianne Kjørstad        | Norvegia | 1:57,08 |
| 6    | Cecilie Sylvester Jensen | Norvegia | 1:58,14 |
| 7    | Nina Andresson           | Svezia   | 1:58,84 |
| 8    | Grete Strøm              | Norvegia | 1:59,93 |
| 9    | Lena Kralicek            | Norvegia | 2:00,69 |
| 10   | Birgitte Hagen           | Norvegia | 2:01,99 |

Data: 18 marzo

#### Slalom speciale
| Pos. | Atleta             | Nazione  | Tempo   |
| ---- | ------------------ | -------- | ------- |
| 1    | Trine Bakke        | Norvegia | 1:30;62 |
| 2    | Marianne Kjørstad  | Norvegia | 1:31,93 |
| 3    | Ingrid Bjørdal     | Norvegia | 1:33,67 |
| 4    | Christina Månsson  | Svezia   | 1:34,16 |
| 5    | Cathrine Mikkelsen | Norvegia | 1:34,40 |
| 6    | Marianne Winge     | Norvegia | 1:34,62 |
| 7    | Grete Strøm        | Norvegia | 1:34,62 |
| 8    | Hege Holen         | Norvegia | 1:34,69 |
| 9    | Nina Andersson     | Svezia   | 1:35,01 |
| 10   | Bente Giljarhus    | Norvegia | 1:35,36 |

Data: 19 marzo

#### Combinata
| Pos. | Atleta               | Nazione  |
| ---- | -------------------- | -------- |
| 1    | Grete Strøm          | Norvegia |
| 2    | Merete Fjeldavlie    | Norvegia |
| 3    | Kristine Kristiansen | Norvegia |